# Hude
Hude là một đô thị thuộc huyện Oldenburg, bang Niedersachsen, Đức. Đô thị này có diện tích 124,64 km². Hude có cự ly 15 km về phía đông của Oldenburg, và 25 km về phía tây của Bremen. Dân số cuối năm 2006 là 15.751 người.